# 亞洲電台列表
本條目是全球電台的一個列表。類別亞洲區的國定或城市開始, 分支至國家、洲或省。 每個條目都包含有關於電台的資料和歷史。備注: 現在, 不是每個條目的資料都齊全。

## 國家或城市
- 中华人民共和国广播电台列表
- 香港廣播電台列表
- 澳門廣播電台列表
- 台灣廣播電台列表
- 新加坡廣播電台列表
- 文莱廣播電台列表
- 日本廣播電台列表
- 韓國廣播電台列表
- 蒙古廣播電台列表
- 馬來西亞電台列表
- 印尼廣播電台列表
- 朝鲜民主主义人民共和国广播电台列表

|  | 本条目是列表索引。 |